# Platybunus pucillus
Platybunus pucillus is een hooiwagen uit de familie echte hooiwagens (Phalangiidae).